# 朗格里克環礁
朗格里克環礁（英語：或，發音：[rʷɔŋʷ(ɯ)rʲik]）是太平洋由17個島嶼組成的環礁，屬於拉利克礁鏈的一部分，位於比基尼環礁以東約200公里，總土地面積1.68平方公里，中央的潟湖面積144平方公里。

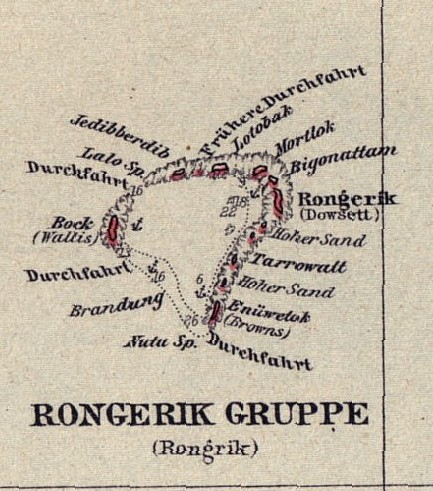
1893年地圖上的朗格里克環礁

## 外部連結
- Marshall Islands site （页面存档备份，存于）
- Entry at Oceandots.com （页面存档备份，存于）
- A Short History of the People of Bikini Atoll （页面存档备份，存于）
- The Story of the Demon Girls of Ujae